# John Schondelmayer
John Schondelmayer (* 9. Dezember 1971 in Stuttgart-Degerloch) ist ein deutscher Langstreckenläufer.
Schondelmayer belegte 1994 und 1996 jeweils den sechsten Platz bei den Deutschen Meisterschaften im 10.000-Meter-Lauf. 1997 gewann er den Stuttgart-Lauf und lief beim Frankfurt-Marathon auf dem 18. Platz ein. 1998 wurde er Deutscher Meister im Halbmarathon und kam beim Berlin-Marathon auf den 18. Platz. Ebenfalls den 18. Gesamtplatz belegte er im Jahr darauf beim Hamburg-Marathon. In der Wertung der Deutschen Marathon-Meisterschaften wurde er Fünfter. Zum Jahresende siegte er beim Bietigheimer Silvesterlauf. 2000 wurde er Zweiter bei den Deutschen Meisterschaften im 10.000-Meter-Lauf.
John Schondelmayer startete bis 1999 für die SG Ludwigsburg und tritt seitdem für das Sparda-Team Rechberghausen an.

## Persönliche Bestzeiten
- 10.000 m: 29:05,95 min, 27. Mai 2000, Troisdorf
- Halbmarathon: 1:04:42 h, 28. März 1998, Potsdam
- Marathon: 2:19:01 h, 25. April 1999, Hamburg